# GK Persei
GK Persei (GK Per) è una stella nella costellazione di Perseo e una delle novae più note osservate in passato. Si trova nella regione di cielo compresa tra Algol (β Persei) e Mirfak (α Persei). Conosciuta anche come Nova Persei 1901, normalmente la sua magnitudine apparente è di 13,1 e dista circa 1500 anni luce dal sistema solare.

## Scoperta
Il 22 febbraio 1901, alle 02:40 UT,  quando fu scoperta ad Edimburgo, dall'astronomo amatoriale scozzese Thomas David Anderson, raggiunse la magnitudine +0,2, rivaleggiando in brillantezza con Vega e Capella. La sua luminosità aumentò di circa 10.000 volte in appena due giorni, e dopo un altro paio di giorni dalla sua massima luminosità scese alla magnitudine 2, divenendo di sesta magnitudine due settimane più tardi. Da quel momento la sua luminosità cominciò a oscillare per diversi mesi, riducendosi fintanto che non sparì dall'osservazione a occhio nudo, tornando poco a poco, nei successivi undici anni, alla magnitudine +13. A partire dal 1966, GK Persei ha mostrato esplosioni ricorrenti ogni 3 o 4 anni, con aumenti di luminosità anche di 3 magnitudini.

## Caratteristiche

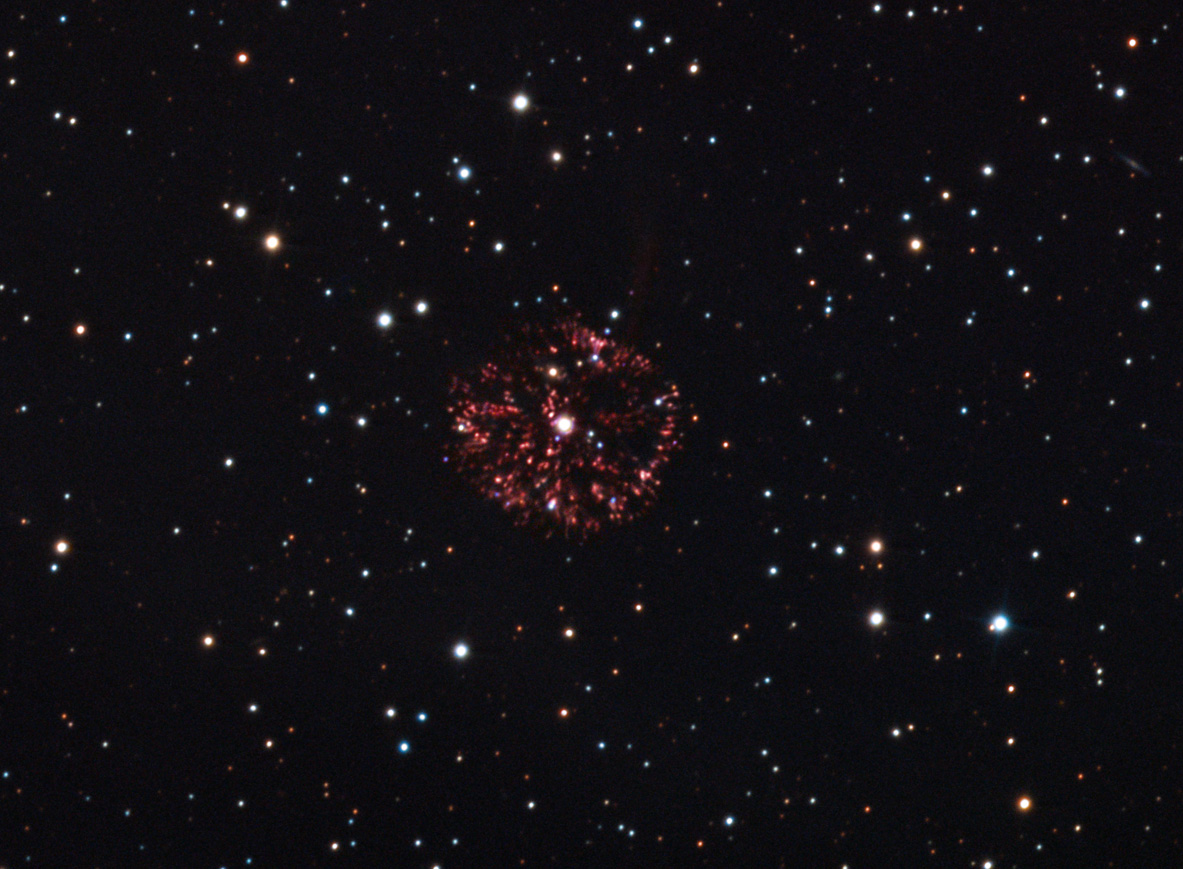
GK Persei circondata dalla Nebulosa Fuochi d'Artificio (LEDA 1305).

GK Persei è una stella binaria con un periodo orbitale di 1,997 giorni, ed è un'insolita nova. Le due componenti sono relativamente distanti, per cui è difficile il trasferimento di massa dalla stella normale alla nana bianca. Si pensa che la stella principale, di tipo spettrale K2, sia in procinto di lasciare la sequenza principale aumentando notevolmente il suo diametro.
Dopo l'esplosione nel 1901 tipica di una nova classica, dal 1966 in poi GK Persei ha cominciato a mostrare caratteristiche simili a quelle delle variabili cataclismiche. La scoperta dell'emissione di raggi X ha permesso di classificare GK Persei nel sottogruppo delle variabili DQ Herculis.
Le eruzioni di GK Persei hanno lasciato attorno a sé un resto di nova conosciuto come Nebulosa Fuoco d'Artificio, nebulosa classificata con la denominazione LEDA 1305. Il residuo dell'esplosione della stella si estende per circa 0,7 anni luce, mentre i gas si espandono alla velocità di 1200 km/s.

## Nella cultura di massa
Il celebre scrittore H. P. Lovecraft cita il caso della scoperta di Nova Persei nel suo racconto Oltre il muro del sonno. Verso la fine della storia, il protagonista, che lavora come dottore in un manicomio, riesce ad entrare in contatto con l'entità che risiede nel corpo di un suo paziente. Dopo aver discorso a lungo, questa gli rivela di poter finalmente partire per riaffrontare il suo rivale, un'entità che risiede nella stella di Algol. Alla fine del brano, il dottore porta come prova della veridicità del suo incontro proprio il temporaneo avvistamento di Nova Persei, riportando persino il passaggio di un articolo del giornalista e autore di fantascienza Garrett P. Serviss.